# Ira Gershwin
Ira Gershwin (Brooklyn, 6. prosinca 1896. – Beverly Hills, 17. kolovoza 1983.), bio je američki pisac uglavnom pjesama ali djelovao je i kao skladatelj. Brat je skladatelja Georga Gershwina.
Pisao je stihove za pjesme koje je brat George uglazbio i obojicu proslavio kroz melodije Fascinating Rhythm, Lady Be Good, Somebody to Watch Over Me i I've Got Rhythm. Zajedno s DuBose Heywardom napisao je libreto za bratovu operu Porgy i Bess. Poslije bratove smrti, Ira je surađivao s drugim glazbenicima između ostalih Jeromom Kernom i Kurtom Weillom.
Sahranjen je na groblju Westchester Hills Cemetery u Hastingsu-on-Hudson, u saveznoj državi New York. 

## Vanjske poveznice
- Ira Gershwin u internetskoj bazi filmova IMDb-u (engl.)